# Wola Pieczyska
Wola Pieczyska – wieś sołecka w Polsce położona w województwie mazowieckim, w powiecie grójeckim, w gminie Chynów.
Wieś notowana w 1452 r, należała do Tryczów herbu Prus. W 1478 właścicielem wsi Adam Trycz syn Wawrzyńca. Leżała w parafii pieczyskiej, a przed rokiem 1452 do prażmowskiej na terenie powiatu grójeckiego w ziemi czerskiej. 
Wieś szlachecka położona była w drugiej połowie XVI wieku w powiecie grójeckim ziemi czerskiej województwa mazowieckiego.
W 1603 roku dziesięciny folwarczne z tej wsi były przeznaczone na uposażenie kościoła parafialnego w Pieczyskach.
W latach 1975–1998 miejscowość administracyjnie należała do województwa radomskiego.